# هيسلر نوبل فيلد
هيسلر نوبل فيلد هو مطار عام في مقاطعة جونز في ميسيسيبي. وهو مملوك لسلطة مطار لوريل ويقع على بعد ثلاثة أميال جنوب غرب لاوريل، ميسيسيبي .
و طبقاً للخطة الوطنية لأنظمة المطارات المتكاملة للموسم 2011 - 2015 فهو مرفق للطيران العام. و ليس فيه خدمة للطيران المجدول.

## التاريخ
تم افتتاح مطار لوريل في أبريل 1940، بعد أن تم بناؤه من قبل إدارة مشروع الأشغال.
انزعاجًا من معركة فرنسا في يونيو 1940، مَوَّل الكونغرس زيادة من 29 إلى 54 طائرة قتالية في سلاح الجو الأمريكي. كانت أسرع طريقة للحصول على القواعد هي استخدام المطارات المدنية القائمة. وقع سلاح الجو اتفاقية لاستئجار مطار لاوريل، لكن البناء لم يبدأ حتى منتصف عام 1942.
تضمّن البناء مدارج وحظائر للطائرات، مع ثلاثة مدارج خرسانية، وعدة ممرات سيارات، وموقف كبير لطائرات وبرج تحكم. تم بناء عدة حظائر كبيرة. كانت المباني نفعية وتم تجميعها بسرعة. تم بناء معظم المباني الأساسية بشكل غير المخصص للاستخدام على المدى الطويل، ومن مواد مؤقتة أو شبه دائمة. على الرغم من أن بعض الحظائر لديها إطارات فولاذية ويمكن رؤية أجزاء وحيطان من الطوب من حين لآخر، فإن معظم المباني هي منصوبة على أسس خرسانية ولكنها كانت خلال بناء الإطار مغطاة بقليل من الخشب الرقائقي والأوراق. في 18 ديسمبر 1942، تم افتتاح مطار لاوريل العسكري وتم تخصيصه لسلاح الجو الثالث حيث تم استضافة المقر الرئيسي للقاعدة بي 473 والسرب الجوي في المطار.
في البداية، كانت مهمة فريق القوات الجوية الجديدة هي تسيير دوريات مضادة للغواصات فوق خليج المكسيك، حيث قامت مجموعة المراقبة 69 بالتحليق (المتكون من دوغلاس أو-38 ، دوغلاس أو-46 وأمريكا الشمالية أو-47 ) من نوفمبر 1942 حتى مارس 1943.
في منتصف عام 1943، تغيرت مهمة لوريل أي أي إف إلى تدريب أطقم القاذفات المتوسطة والخفيفة (بي-25 ميتشيل، أي-20 هافوك) ووحدات استطلاع الصور لتشكيلات العسكرية في الخارج. الوحدات المعروفة التي تدربت في المطار هي:
- مجموعة الاستطلاع 71، 31 مارس - 24 سبتمبر 1943
- مجموعة القصف 416، نوفمبر 1943 - 1 يناير 1944
- مجموعة القصف 410، يناير - 8 فبراير 1944

في أوائل عام 1944، بدأ التخفيض التدريجي من نشاط التدريب، وتم وضع خطط لتحويل لوريل أي أي إف إلى منشأة تخزين متخصصة. تم نقل معظم الأنشطة في المطار إلى قاعدة جاكسون الجوية الجوية وتم نقل لوريل إلى قيادة الخدمة الفنية الجوية في 1 يوليو 1944. تم إرسال عدد كبير من الطائرات إلى لوريل، سواء من قواعد التدريب الأخرى، أو بعد ذلك من العودة إلى الوحدات الخارجية بعد الحرب.
تم إرسال الطائرات الزائدة إلى مرافق الاستصلاح بعد معالجتها في لوريل. تم وضع المطار في وضع غير نشط في 31 مايو 1946 وعاد إلى السيطرة المدنية.
عاد هيسلر نوبل فيلد للعمل كمطار مدني. كانت أول رحلات الطيران متجهة للجنوب (دي سي-3أس) في عام 1951 ؛ انتقلت شركات الطيران إلى مطار هاتيسبيرغ-لوريل الإقليمي في مايو 1974.

## مرافق
يغطي هيسلر نوبل فيلد 1,350 فدانًا (546 هكتارًا ) على ارتفاع 238 قدمًا (73 مترًا). مدرجه الوحيد، 13/31 ، هو 5,513 × 150 قدمًا (1,680 × 46 م) أسفلت.
في السنة المنتهية في 19 أبريل 2012 ، كان للمطار 22,975 عملية طيران، بمتوسط 62 في اليوم: 95٪ طيران عام و 5٪ عسكري. ثم تمركزت 43 طائرة في هذا المطار: 58٪ محرك واحد، 21٪ محرك متعدد، 9٪ طائرة، 7٪ خفيفة ، و 5٪ طائرة هليكوبتر